# Йосипівка (Подільський район)
Йосипі́вка (до 01.02.1945 Юзефівка) — село Савранської селищної громади у Подільському районі Одеської області в Україні. Населення становить 639 осіб.

## Історія
Під час організованого радянською владою Голодомору 1932—1933 років померло щонайменше 103 жителі села.
Колишній орган місцевого самоуправління — Бакшанська сільська рада.
12 червня 2020 року, відповідно до Розпорядження Кабінету Міністрів України від № 724-р «Про визначення адміністративних центрів та затвердження територій територіальних громад Одеської області», увійшло до складу Савранської селищної територіальної громади.
19 липня 2020 року, в результаті адміністративно-територіальної реформи і ліквідації Савранського району, село увійшло до складу новоутвореного Подільського району Одеської області.

## Населення
Згідно з переписом УРСР 1989 року чисельність наявного населення села становила 758 осіб, з яких 319 чоловіків та 439 жінок.
За переписом населення України 2001 року в селі мешкало 629 осіб.

### Мова
Розподіл населення за рідною мовою за даними перепису 2001 року:
| Мова       | Відсоток |
| ---------- | -------- |
| українська | 97,50 %  |
| молдовська | 1,41 %   |
| російська  | 0,78 %   |
| білоруська | 0,16 %   |